# 刁大明
刁大明（1983年—），天津市人，國際關係学者，主要研究美国外交、政府、政治以及中美关系。他還是中国人民大学国际关系学院副教授、中国人民大学国家发展与战略研究院研究员、美国研究中心副主任。曾出版专著《国家的钱袋：美国国会与拨款政治》。

## 生平
2001年，刁大明考入南开大学周恩来政府管理学院，並獲得法学学士、法学硕士和管理学博士学位。2010年至2012年在清华大学国际问题研究所从事博士后研究工作，并担任清华大学中美关系研究中心主任助理。2012年8月至2017年9月，他擔任中国社会科学院美国研究所助理研究员。2017年9月成為中国人民大学国际关系学院副教授。